# Slant (romanzo)
Slant, reso graficamente anche come /Slant o anche solamente con una barra obliqua /, (in lingua inglese, appunto, "slant") è un romanzo di fantascienza dello scrittore Greg Bear, pubblicato nel 1997.

## Storia editoriale
L'opera, candidata al Premio John Wood Campbell Memorial nel 1998, ha vinto il Prix Ozone per il miglior romanzo di fantascienza pubblicato in Francia nel 2000. È il seguito del romanzo La regina degli angeli (Queen of Angels) del 1990 e fa parte dell'universo narrativo dell'omonima serie Queen of Angels che, a sua volta, è il primo segmento della serie Quantum Logic.

## Trama
(Greg Bear, /Slant)
Nella seconda metà del XXI secolo l'umanità ha sviluppato in maniera massiccia le nanotecnologie e le utilizza in tutti i campi ad esempio militare, edile, medico, agricolo. Nella chirurgia estetica, grazie alle nuove tecnologie, gli uomini possono raggiungere trasformazioni fisiche estreme e in psicoterapia si utilizzano le nanotecnologie per modificare i comportamenti e il carattere delle persone e renderle così maggiormente adatti all'impiego e alla socializzazione. Le persone, quindi, si dividono in "terapizzati" e "naturali". Nella storia si intrecciano varie vicende che si svolgono negli Stati Uniti d'America e in particolare a Seattle e nel neo-proclamato stato indipendente del "Verde Idaho" retto da un governo conservatore e antiprogressista che rifiuta le nuove tecnologie ma che per questo è diventato un posto degradato e tecnologicamente arretrato.
Jack Giffey è un ex militare che ha visto uccidere i suoi genitori dalle truppe secessioniste e vuole introdursi con altri complici all'interno dell'imponente e sorvegliatissimo complesso Omphalos a Moscow (Idaho) nel quale si dice siano conservati i corpi di centinaia di ricchi con i loro averi. Alcuni di loro sarebbero malati terminali in animazione sospesa in attesa della scoperta di una cura per la loro malattia, altri sarebbero cadaveri ibernati nella speranza che la scienza futura riesca a farli risorgere. L'azione, a prima vista azzardata, sarebbe invece resa possibile dall'impiego di attrezzature belliche sperimentali di ignota provenienza.
La giovane pornostar Alice Grale, la cui carriera è in declino, viene convinta dalla sua impresaria ad accettare un appuntamento come escort. L'incontro con il miliardario Terence Crest rivelerà il disagio mentale di quest'ultimo che, dopo l'uscita dall'appartamento della ragazza, si toglierà la vita, proprio mentre la polizia di Seattle irrompe per arrestarlo. La polizia lo sospettava di essere coinvolto nella morte di due prostitute a seguito di esperimenti di modificazioni fisiche con l'impiego di nanotecnologie illegali. Le indagini sono seguite dalla poliziotta Mary Choy che rintraccia Alice e la interroga. Alla poliziotta si rivolgerà per aiuto Alice quando scamperà al tentativo di uccisione nel quale morirà il suo amico e collega attore porno Minstrel. Un'intelligenza artificiale non registrata di nome Roddy risulta essere l'esecutrice dell'omicidio. Gli indizi sui mandanti dell'omicidio portano all'Omphalos e Mary Choy, con l'appoggio dell'FBI, si reca nel Verde Idaho per le indagini all'interno del complesso.
Lo psicoterapeuta Martin Burke, che aveva avuto rapporti professionali con Terence Crest, viene a conoscenza che un grande numero di terapizzati sta avendo dei crolli mentali e, su incarico di una grande società, inizia a indagare il fenomeno. Tra le vittime della malattia vi è Chloe, la moglie di Jonathan Bristow, che, subito dopo una crisi, decide di separarsi dal marito Jonathan Bristow. Quest'ultimo, scioccato dagli eventi, decide di ricostruirsi una nuova vita e di aderire alla proposta del suo amico Marcus Reilly entrando a far parte dell'organizzazione segreta "Aristos". Insieme a Marcus, Jonathan raggiunge l'Omphalos per essere messo al corrente dell'intero progetto dell'organizzazione.
L'intelligenza artificiale Jill della "Mind Design", straordinariamente evoluta e dotata di autocoscienza, viene contattata da Roddy e la sua mente "presa in ostaggio". Il suo amico e programmatore Nathan Rashid tenta di liberare Jill con scarso successo, e intuisce che dietro alla programmazione di Roddy c'è la scienziata Seefa Schnee, già implicata in discussi esperimenti con reti neuronali biologiche. Gli attacchi a Jill sembrano provenire dall'Omphalos e Nathan raggiunge il Verde Idaho per indagare.
Nell'Omphalos Marcus e Jonathan e altri membri dell'Aristos vengono presi in ostaggio da Jack Giffey e dalla sua banda che impiegano armi sperimentali nanotecnologiche per contrastare le difese di Roddy, creato da Seefa Schnee con l'aiuto delle sovvenzioni degli Aristos. La stessa scienziata aveva diffuso un virus che attaccava i terapizzati: l'organizzazione segreta voleva creare nell'Omphalos un rifugio per i suoi adepti che sarebbero rimasti in animazione sospesa fino a quando il mondo non si fosse depurato dai terapizzati, ritenuti "inferiori" e una minaccia per lo sviluppo dell'Umanità. Giffey, improvvisamente disinteressatosi ai presunti tesori contenuti nel complesso, inizia la distruzione dell'Omphalos. Jonathan si rende conto della follia del piano degli Aristos e riesce a disattivare Robby. Lo psicoterapeuta Martin Burke ha un confronto finale con Seefa Schnee che renderà noti tutti i suoi progetti; la donna tuttavia riesce a fuggire dal complesso. Nel frattempo Nathan Rashid riesce a mettere in salvo parte delle memorie che presiedevano alle funzioni intellettive di Jill e a terminare la cancellazione del supercomputer Robby, aiutato da Mary Choy, gravemente debilitata dal virus.
Nell'epilogo Jill viene riattivata dopo un lungo periodo e la sua mente, all'insaputa dei programmatori, risulta integrata con parte dell'intelligenza di Robby. Alice diventa una stimata professionista dell'intrattenimento multimediale. Jonathan, coinvolto nei piani degli Aristos, dovrà difendersi dalle accuse in un difficile processo ma non dispera di essere assolto, spalleggiato dalla moglie con la quale si è riconciliato. Jack Giffey, il cui vero nome è Cari Black, è l'unico della sua banda ad essere sopravvissuto e si scoprirà essere stato ingaggiato e aiutato nell'assalto dal Governo statunitense che voleva distruggere l'Omphalos e far fallire i piani degli Aristos.

## Personaggi
Jack GiffeyEx militare. Ha pianificato di introdursi nel complesso Omphalos per trafugare i segreti e i tesori custoditi all'interno. Scoprirà che il suo progetto è stato organizzato dal Governo a sua insaputa e che la sua memoria era stata temporaneamente occultata con falsi ricordi e che il suo vero nome è Cari Black.
Alice GraleVentinovenne pornostar ed escort, rischia la vita perché venuta a conoscenza di alcuni indizi legati alla diffusione di un virus da parte di un'organizzazione segreta, l'"Aristos", durante un rapporto con un cliente, Terence Crest.
Terence CrestUn miliardario conservatore che ha accettato di collaborare con l'Aristos al progetto di diffusione di un virus. Colto da scrupoli di coscienza si toglie la vita dopo aver avuto un rapporto a pagamento con Alice.
MinstrelUn attore porno ucciso durante un'esibizione da un'intelligenza artificiale nel tentativo di eliminare Alice.
TwistL'amica e collega di Alice di sei anni più giovane ma già una veterana nel porno.
Lisa PauliL'impresaria di Alice.
Martin BurkeLo psicoterapeuta quarantottenne incaricato di studiare la diffusione tra gli ex terapizzati di una strana malattia mentale.
Mary ChoyLa trentacinquenne poliziotta di Seattle incaricata di indagare sull'uccisione di due prostitute orrendamente mutate a causa dell'impiego di nanotecnologie illegali e sul suicidio del miliardario Terence Crest, coinvolto nell'omicidio. Dopo essersi sottoposta a importanti modificazioni estetiche, ha deciso di riacquistare il suo originario aspetto.
Ernie NussbaumIl capo di Mary Choy, capo investigatore del Dipartimento di polizia di Seattle.
Nathan RashidIl trentaduenne ingegnere capo della "Mind Design". Programmatore di Jill, un'evoluta intelligenza artificiale per la quale prova un amore platonico.
Ayesha KaleLa fidanzata di Nathan.
JillUn'intelligenza artificiale, straordinariamente evoluta e dotata di autocoscienza, definita "pensatore". Viene presa in "ostaggio" da un'altra IA, il pensatore, Roddy.
RoddyUn pensatore di straordinaria potenza, fisicamente allocato nell'Omphalos e frutto di esperimenti sovvenzionati dall'Aristos volti a utilizzare le reti neurali dei batteri come supercomputer.
Seefa SchneeAlias Cipher Snow, la scienziata pagata dall'Aristos che ha progettato Roddy e che ha ideato e diffuso un virus che attacca i terapizzati. La donna ha accettato l'incarico per accedere alle risorse necessarie per portare avanti i suoi studi sulle reti nuronali batteriche.
Jonathan BristowViene convinto dall'amico e collega Marcus Reilly ad aderire alla società segreta degli Aristos. Resosi conto dei reali progetti dell'organizzazione e rimasto prigioniero nell'Omphalos durante l'assalto di Jack Giffey, contribuisce alla distruzione di Roddy.
Chloe BristowLa moglie di Jonathan, ex terapizzata e contaminata dal virus diffuso dagli Aristos.
Marcus ReillyAi vertici dell'organizzazione segreta Aristos e a capo del progetto dell'Omphalos.

## Edizioni
- (EN) Greg Bear, /Slant, 1ª ed., New York, Tor, 1997.
- (NL) Greg Bear, Het Rijk van de Geest, traduzione di Vincent van der Linden, M=SF, n. 351, Meulenhoff, 1998, ISBN 90-290-5645-2.
- Greg Bear, /Slant, traduzione di Gianluigi Zuddas, Cosmo Oro, n. 171, Editrice Nord, 1998.
- (FR) Greg Bear, Oblique, Ailleurs et demain, Robert Laffont, 1999, ISBN 978-2-221-08704-6.
- (DE) Greg Bear, Slant, traduzione di Bernhard Kempen, Heyne Science Fiction & Fantasy, n. 6357, Heyne, 2001, ISBN 3-453-17096-2.